# Ніктурія
Ніктурі́я (від грец. пух — ніч та грец. ούρα — сеча; рідше — ноктурія) — симптом, який означає потребу один чи більше разів за ніч переривати сон заради здійснення акту сечовипускання.
У нормі людина 2/3 — 4/5 загальної кількості виведеної їм через нирки сечі виділяє за 12 денних годин. При деяких патогенних станах нічна порція сечі може більш ніж вдвічі перевищити денну.
Ніктурію спостерігають переважно при серцевій недостатності, при захворюваннях нирок (гломерулонефрит, нефросклероз). Крім того вона буває при декомпенсованому цирозі печінки, гіпертрофії простати, цукровому та нецукровому діабеті, деяких захворюваннях щитоподібної залози, тощо.
| симптом | Це незавершена стаття про симптом хвороби. Ви можете допомогти проєкту, виправивши або дописавши її. |